# Danmarksmonumentet
Danmarksmonumentet (også omtalt som Guldbryllupsmonumentet) er en monument af Louis Hasselriis, der er opsat i Østre Anlæg i København.

## Historie
Monumentet blev udført i anledning af kong Christian 9. og dronning Louises guldbryllup 26. maj 1892. Parret var kendt som Europas svigerforældre, da flere af deres børn var konger og dronninger rundt om i Europa. Monumentet blev afsløret foran Statens Museum for Kunst i 1897 efter indvielsen af museet året før. Prisen for monumentet var på ca. 96.000 kr. (mindst 7,9 mio. kr. i 2024-kr.), hvoraf den største del blev betalt af en indsamling.
Monumentet blev præsenteret med pomp og pragt, men dommen var hård, og værket blev både latterliggjort og hånet. I 1919/1920 lykkedes det at få det gemt godt af vejen i det nærliggende Østre Anlæg. Her blev det placeret på Pücklers Bastion, i nærheden af Østerport Station med søjlens forside vendt mod banegraven. Flytningen var beregnet til at koste ca. 100.000 kr. (ca. 2,6 mio. kr. i 2024-kr.) Monumentet står stadig på den gamle bastion, hvor det i sommerhalvåret er halvt skjult af store løvtræer.

## Motivet
Monumentet er udført med en rund sokkel med tre fremspring med hver en skulptur af en løve og en søjle i midte. Øverst på søjlen står en statue af Mor Danmark, der er iført kappe og krone samt et dragtspænde fra bronzealderen og Dagmarkorset fra middelalderen. I vestre arm holder hun et guldhorn fra germansk jernalder, mens den højre hånd støtter sig til et skjold med de danske løver.
I et bånd rundt om søjlen er der portrætmedaljonger af kongefamilien med tilhørende monogrammer. Længere nede er der en indsat tre bronzerelieffer, der viser store begivenheder i kongeparrets liv, så som deres vielse og sønnen Vilhelm der modtager den græske krone. På soklen er der tre bronzeplader, hvor der på den forreste står "Dyb Hengivenhed og sand Kjærlighed rejste dette mindesmærke i anledning af kong Christian 9. og Dronning Louises Guldbryllup den 26. Mai 1892." De to andre plader har ingen indskrifter.